# Lusones
Los lusones fueron un antiguo pueblo celtíbero, localizado en el alto Tajuña, al noreste de Guadalajara, y según Estrabón en las fuentes del Ebro y el Tajo. 
Se cree que la ciudad de Lutia era su capital, siendo sus ciudades más importantes:
- Bursau: Citada por Claudio Ptolomeo. Acuña en bronce entre el II-I a. C.
- Turiasu: es la ciudad más importante obteniendo estatuto municipal con Augusto. Tiene una ceca importante, acuña primero en bronce con leyenda celtibérica desde II-I a. C., luego en latín y al final la moneda imperial.
- Carabis: al oeste de Caesaraugusta. Emite en bronce del II-I a. C. Tiene una cantidad importante de cerámica celtibérica. Presenta restos de incendios, desaparece en las guerras celtibéricas.

## Economía

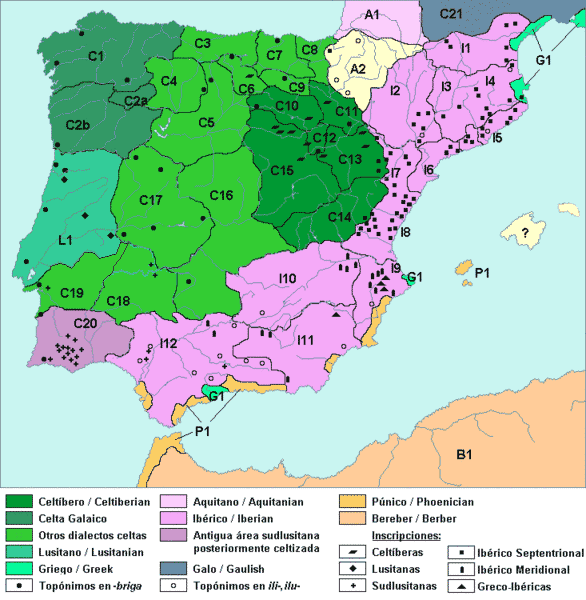
Familias lingüísticas de la península ibérica antes de la romanización
C1: Galaicos / C2b: Brácaros / C3: Cántabros / C4: Astures / C5: Vacceos / C6: Turmogos / C7: Autrigones-Caristios / C8: Várdulos / C9: Berones / C10: Pelendones / C11: Belos / C12: Lusones / C13: Titos / C14: Olcades / C15: Arévacos / C16: Carpetanos / C17: Vetones / C18-C19: Célticos / C20: Conios / L1: Lusitanos / I1: Ceretanos / I2: Ilergetes / I3: Lacetanos / I4: Indigetes / I5: Layetanos / I6: Ilercavones / I7: Sedetanos / I8: Edetanos / I9: Contestanos / I10: Oretanos / I11: Bastetanos / I12: Turdetanos / G21: Galos / G1: Griegos / P1: Fenicios/Cartagineses / B1: Bereberes.

Al estar asentados en la misma zona que los titos y bellos, su economía posee las mismas características.La base es la agricultura pues están en una tierra muy fértil. Cosechas de cebada, cereales y olivo. En la ganadería se da la cría de cerdos, cabras y ovejas. Como es rica la ganadería se da una industria textil próspera, fabrican el sagum o sayo, utilizado, aparte de como prenda, también como tributo.
Cerámica caracterizada por temas decorativos a bandas con círculos y semicírculos. En metalurgia se sabe de la existencia de oro en el río Jalón y de hierro en el Moncayo. Plinio el Viejo elogia las armas fabricadas aquí. De producción de plata apenas hay noticias.

Pueblos prerromanos de la península ibérica.

Idiomas en la península ibérica en el 300 A.C.

## Religión
Apenas hay información por lo que tenemos que mirar la epigrafía. No es fácil conocer la función de cada divinidad pues puede haber distintos nombres para una misma. Nos encontraremos algunas que son pancélticas. Divinidades:
- Mercurio: relacionada con una divinidad gala será el conductor de las almas.
- Matres: divinidades femeninas relacionadas con la maternidad, la fecundidad y el luto de la guerra. Sus epítetos son lugares de ríos, nombres de tribus o localidades.
- Epona: divinidad pancéltica relacionada con la fertilidad, las aguas y los funerales.
- Sucello: divinidad infernal gala, se la ha visto por la cerámica indígena. Cuerpo antropomorfo a veces acompañado de animales.